# Ичнянский завод сухого молока и масла
Ичнянский завод сухого молока и масла (укр. Ічнянський завод сухого молока та масла) — предприятие пищевой промышленности в городе Ичня Ичнянского района Черниговской области Украины.

## История

### 1965 - 1991
Строительство завода проходило в соответствии с семилетним планом развития народного хозяйства СССР и было завершено в 1965 году, 1 августа 1965 года состоялся запуск предприятия. Производственные мощности завода на момент введения в эксплуатацию составляли 2,5 тонн продукции в сутки.
В 1987 - 1989 гг. завод был расширен и реконструирован: был построен новый цех по производству цельномолочной продукции, установлена линия по производству сливочного масла, модернизировано другое технологическое оборудование, в 1989 году был проложен газопровод и заводская котельная была переведена с угля на природный газ.
В 1990 году завод переработал 52 тыс. тонн молока - наибольшее количество за всю историю деятельности предприятия.
В советское время Ичнянский завод сухого молока и масла входил в число ведущих предприятий города.

### После 1991
После провозглашения независимости Украины государственное предприятие было преобразовано в арендное предприятие, в 1993 году - приватизировано и 29 декабря 1993 года - реорганизовано в открытое акционерное общество. В связи с ухудшением ситуации в сельском хозяйстве (что вызвало осложнения в обеспечении молоком) завод переориентировался на выпуск сухого молока.
В 2006 году завод был сертифицирован на соответствие стандартам системы управления качеством ISO 9001:2001, в 2008 году - прошёл сертификацию на соответствие стандартам системы управления безопасностью пищевых продуктов HACCP в соответствии с требованиями ДСТУ 4161-2003.
В 2010 году производственные мощности завода позволяли перерабатывать до 220 тонн молока и производить около 200 тонн сухого молока и 8 - 10 тонн сливочного масла в сутки.
В 2013 году завод переработал 40,5 тыс. т молока.
В 2014 году завод переработал почти 49,2 тыс. т молока и на 22,5% увеличил производство продукции в сравнении с показателями 2013 года. Всего за 2014 год было выпущено 2,3 тыс. тонн сухого обезжиренного молока, 1 тыс. т сухого цельного молока, 1,66 тыс. т сливочного масла и около 12,1 тыс. т иной цельномолочной продукции, но завершил год с убытком в размере 25,6 млн. гривен.
Также, в 2014 году было принято решение о переводе предприятия с природного газа на использование торфа.
В 2015 году завод в основном вернулся к объемам производства 2013 года. Всего за 2015 год было выпущено 6,9 тыс. т продукции (2,77 тыс. т сухого обезжиренного молока, 947 т сухого цельного молока, 24 т сухих сливок, 1,7 тыс. т сливочного масла и 1,4 тыс. т кисломолочной продукции).
Также, в 2015 году завод вышел из состава ООО "Росток-Холдинг". В 2016 году завод произвёл 3,338 тыс. т сухого молока (на 10,5% меньше, чем в 2015 году), 2,57 тыс. т цельного молока и 1,464 тыс. т масла (на 15,6% меньше, чем в 2015 году) - и завершил 2016 год с чистой прибылью 10 тыс. гривен.

## Современное состояние
Предприятие производит несколько видов сыра, цельное сухое молоко, сухое обезжиренное молоко, сухие сливки, сливочное масло, молоко, сливки, кефир, простоквашу, ряженку, йогурт, творог и сыворотку.